# Літні ночі (фільм)
«Літні ночі» (фр. Les nuits d'été) — французький кінофільм-драма 2014 року, постановлений режисером Маріо Фанфані, що розповідає про життя трансгендерних людей.

## Сюжет
Дія фільму відбувається наприкінці 1950-х років у провінційному французькому місті Мец, де живе сімейна пара Обертон. Мішель — амбітний нотаріус, а Елен працює у благодійній організації та виховує сина. На перший погляд, вони — цілком звичайні люди та ідеальна пара. Проте в Мішеля є таємниця: на кожні вихідні він їздить з однополчанином Жаном до свого заміського будинку в лісі де вони перетворюються на «жінок». Для друзів це спосіб лікувати посттравматичний синдром, що заважає повноцінно жити після війни. Хлопці спочатку веселяться, вживаючись в образи, але в якийсь момент терапія перестає бути для них грою…

## В ролях
| Актор             |  | Роль                |
| ----------------- |  | ------------------- |
| Гійом де Тонкедек |  | Мішель («Мілен»)    |
| Жанн Балібар      |  | Гелен               |
| Ніколя Бушо       |  | Жан-Марі («Флавіа») |
| Матью Спінозі     |  |                     |
| Серж Баґдассарян  |  |                     |
| Клеман Сібоні     |  |                     |
| Зазі Де Періс     |  |                     |
| Яннік Шуара       |  |                     |

## Факти
Фільм «Літні ночі» брав участь у програмі «Сонячний зайчик» (англ. SunnyBunny) в рамках Київського міжнародного кінофестивалю «Молодість». 29 жовтня 2014 року під час вечірнього показу стрічки невідомі підпалили зал «Гегемон» кінотеатру «Жовтень». Затримані згодом у підпалі підозрювані зізналися, що намагалися таким вчинком лише зірвати кіносеанс, висловлюючи свій протест ЛГБТ-спільноті.

## Прем'єра
Прем'єрний показ фільму відбувся у 28 серпня 2014 року на Венеційському кінофестивалі.

## Нагороди та номінації
- 2014 — Премія «Блакитний лев» Венеційського кінофестивалю.